# Cantone di Prahecq
Il Cantone di Prahecq era una divisione amministrativa dell'arrondissement di Niort.
A seguito della riforma approvata con decreto del 18 febbraio 2014, che ha avuto attuazione dopo le elezioni dipartimentali del 2015, è stato soppresso.

## Composizione
Comprendeva i comuni di:
- Aiffres
- Brûlain
- Fors
- Juscorps
- Prahecq
- Saint-Martin-de-Bernegoue
- Saint-Romans-des-Champs
- Vouillé